# Platyxantha yamamotoi
Platyxantha yamamotoi es una especie de insecto coleóptero de la familia Chrysomelidae.
Fue descrita científicamente en 1998 por Mohamedsaid.